# Guardia de San Martín
La Guardia de San Martín (en portugués: Forte de São Martinho) fue un fortín español que dio origen al municipio brasileño de São Martinho da Serra, ubicado en el acceso norte de la ciudad de Santa María en el centro del estado de Río Grande del Sur. 
Actualmente solo quedan unos pocos vestigios arqueológicos de la construcción, recientemente descubiertos, conocidos localmente como Entrincheiramento de São Martinho, Entrincheiramento de Santa Maria o Forte Espanhol.
Era uno de los puntos más avanzados del gobierno de las Misiones Guaraníes en el Virreinato del Río de la Plata sobre la frontera con Portugal. 

## Origen y ubicación
La Guardia de San Martín estaba posicionada pocos kilómetros al noreste de la Boca del Monte Grande, sitio así llamado porque era la salida de una "picada" de la ruta del ganado o Estrada das Tropas, por donde se dirigía el contrabando de ganado hacia los dominios portugueses, en un pasaje estrecho y bastante elevado sobre el paisaje circundante, esto es: con buena vista panorámica (de allí el apelativo Guardia) en las cumbreras de la de la sierra de San Martín, de los Tapes o del Montegrande, y más precisamente en la zona llamada por los nativos como Caá-Yurú (Boca del Bosque).
Constituyose una fortificación de campaña, guardia o fortín hispano en 1759, antes de las acciones españolas iniciadas en 1763, para proteger a la población rioplatense de la Banda Oriental y guaraní de las Misiones Orientales. En sentido inverso, si cayera en manos lusitanas hubiera sido un punto de penetración portuguesa en dichas misiones, razón por la cual fue construido allí un fuerte por orden del gobernador del Río de la Plata, Juan José de Vértiz y Salcedo, en 1774.

## Edificaciones
La planta del recinto era aproximadamente pentagonal, estando el vértice alto alineado hacia el norte, y en la base (sur) con un par de (a la Vauban) poco destacados redientes o salientes, tal planta se encontraba delimitada exteriormente por un, proporcionalmente, ancho foso ("trinchera") también de contorno pentagonal, por la parte interna la tierra quitada de la trinchera formaba un talud sobre el cual se asentaba una muralla principalmente de empalizada, una media trinchera ubicada en la mitad del pentágono dividía a La Guardia en dos recintos, el recinto mayor y más complejo poseía a cada lado dos baluartes tipo mangrullo (uno en cada lado opuesto de la empalizada) y dos galpones o cuadras, en el entorno del talud perimetral defensivo se ubicaban los sitios para las posibles baterías de artillería, aunque cuando la fortaleza fue tomada por los portugueses en 1801 la artillería se reducía a un obús (probablemente un mortero).

## Primera ocupación portuguesa
El fuerte fue tomado por sorpresa, en vez primera, por las tropas portuguesas al mando del mayor Rafael Pinto Bandeira el 31 de octubre de 1775. Los atacantes eran 205 hombres del Regimento dos Dragões do Rio Grande y un grupo de guerrilleros de Río Pardo.
La guarnición de la Guardia de San Martín estaba al mando de un teniente, con 3 suboficiales y 20 soldados del Regimiento de Dragones de Buenos Aires. Fue conducida prisionera al Fuerte Jesús, María, José de Río Pardo. La construcción fue arrasada por los portugueses, quienes se apoderaron de armas y arrearon 150 mulas, 1100 caballos, 150 bueyes, 200 yeguas, 2 burros y 6000 cabezas de ganado vacuno, que arrearon.

## Demarcación de límites
En 1777 el Tratado de San Ildefonso estableció una línea divisoria entre las tierras de España y de Portugal, que debía pasar inmediatamente al este de la Guardia de San Martín, la cual fue retornada a España. El 4 de agosto de 1788 la primera partida demarcadora terminó de explorar la zona por donde debía establecerse la frontera en la región, pero desde la boca del Monte Grande (al sur de la Guardia de San Martín) hasta el río Uruguay no pudieron ponerse de acuerdo sobre la línea, quedando indefinida. La partida, dirigida por Varela y Ulloa y por Veiga Cabral, había establecido un campamento en las cercanías de la guardia.

## Segunda ocupación portuguesa
La guardia fue retomada por la Corona portuguesa durante la guerra de las Naranjas a mediados de julio de 1801, cuando una partida de 40 peones de la cercana estancia de Manoel dos Santos Pedroso (el fazendeiro Maneco Pedroso), comandados por este, asaltaron la guardia protegida por 4 dragones. Los peones de Pedroso fueron armados en la cercana Guarda de São Pedro de Passo dos Ferreiros que defendía el campamento de la expedición demarcadora de Santa Maria da Boca do Monte, al mando del capitán del Regimento dos Dragões do Rio Pardo, Francisco Barreto Pereira Pinto.
Parte de la guarnición de 150 milicianos guaraníes que custodiaba la zona se plegó a los invasores y el resto huyó, esto se explica por el desencanto que sufrieron los indígenas proespañoles durante la guerra Guaranítica en la cual los ejércitos españoles colaboraron decisivamente con los portugueses. Cuando el comandante de la guardia, el sargento de dragones Manuel Pérez, era conducido a Río Pardo, fue liberado con sus hombres por un comandante portugués que interceptó a los captores. Luego otras fuerzas al mando de José Francisco Borges do Canto y Gabriel Vicente de Almeida ocuparon el resto de las Misiones Orientales y las fuerzas regulares de Francisco Barreto Pereira Pinto aseguraron la posesión portuguesa de la guardia.

## Guerra argentino-brasileña
En 1820 el general rioplatense José Gervasio Artigas intentó hacer un contraataque por este punto ante la invasión luso-brasileña pero no pudo llegar a concretarlo. Durante gran parte de la guerra argentino-brasileña, particularmente entre 1826 y 1828, el territorio de esta parte de las Misiones Orientales en que se encuentra la Guardia de San Martín fue en su alrededor teatro de importantes batallas (batalla de Ituzaingó, batalla de Ombú, batalla de Bacacay) quedando hasta 1828 (año en que se firmó la Convención Preliminar de Paz), y sobre todo durante la irrupción de 1828 la expedición al mando de Estanislao López entonces tales territorios controlados por Argentina hasta Cruz Alta.